# Thenardia floribunda
Thenardia floribunda är en oleanderväxtart som beskrevs av Carl Sigismund Kunth. Thenardia floribunda ingår i släktet Thenardia och familjen oleanderväxter. Inga underarter finns listade i Catalogue of Life.